# Liste der höchsten Berge in Bhutan
Die Liste der höchsten Berge in Bhutan ist eine Auflistung der höchsten Berge Bhutans.
Die höchsten Berge Bhutans befinden sich größtenteils im Himalaya, dem Gebirge mit den höchsten Bergen der Welt. Der höchste Berg Bhutans ist der Gangkhar Puensum, der nebenbei auch der höchste unbestiegene Berg der Welt ist (Stand: September 2016).
| Name des Berges  | Höhe des Berges |
| ---------------- | --------------- |
| Gangkhar Puensum | 7570 m          |
| Kula Kangri      | 7538 m          |
| Liangkang Kangri | 7534 m          |
| Chomolhari       | 7326 m          |
| Tongshanjiabu    | 7207 m          |
| Kangphu Kang     | 7204 m          |
| Jejekangphu Kang | 6965 m          |
| Kangphu Kang II  | 6945 m          |
| Jichu Drake      | 6662 m          |